# Пјотр Лисек
Пјотр Лисек (пољ. Piotr Lisek; Душники, 16. август 1992.) пољски је атлетичар специјализован за скок с мотком. Освојио је бронзане медаље на Светском првенству 2015. и 2019. и сребрну на Светском првенству 2017. године.
Његови лични рекорди су 6,02 метара на отвореном (Монако 2019.) и 6,00 метара у дворани (Потсдам 2017.).

## Каријера
Лисек је започео своју каријеру као скакач у вис, али је касније прешао на скок с мотком.  Тренирао га је Вјачеслав Калиниченко, који је тренирао и Монику Пирек.
На првенству Пољске 2012. био је позитиван на илегалну супстанцу, метилхексанамин, и био је суспендован на шест месеци. Лисек је навео да је супстанцу несвесно узео у енергетском напитку којег је уредно навео у листи суплемената које је користио пре антидопинг контроле, што је допринело смањењу периода суспензије.
Лисек је дебитовао на међународној сцени на Европском првенству у дворани 2013. где није прошао квалификациону рунду. Такође на Европском првенству за млађе сениоре 2013. није успео да дође до финала. Његов велики продор догодио се 2014. године, када је у дворани скочио 5,77 метара. Међутим, иако је редовно скакао преко 5,75 метара, није ушао у тим Пољске за Светско првенство у дворани 2014, које се одржало баш у Пољској. Више успеха имао је у сезони на отвореном, скочивши 5,82 метра и завршивши на шестом месту на Европском првенству 2014. 2015. прескочио је нови национални рекорд у дворани (5,90 метара) и освојио је бронзану медаљу на Европском првенству у дворани 2015. У фебруару 2017. Лисек је поправио свој лични и пољски рекорд, прескочивши 6,00 метара на такмичењу у Потсдаму. Тако је постао 10. скакач у историји који је прескочио 6.00 метара у затвореном простору. 5. јула 2019, током митинга Дијамантске лиге у Лозани, Лисек је прескочио 6,01 метар, поставивши нови пољски рекорд и поставши први пољски скакач с мотком који је прескочио 6 метара на отвореном. Недељу дана касније, поправио је овај рекорд на 6,02 метра током митинга у Монаку.

## Међународна такмичења
| Година                | Такмичење                           | Место                           | Позиција              | Дисциплина            | Резултат              | Белешка               |
| Представљајући Пољску | Представљајући Пољску               | Представљајући Пољску           | Представљајући Пољску | Представљајући Пољску | Представљајући Пољску | Представљајући Пољску |
| --------------------- | ----------------------------------- | ------------------------------- | --------------------- | --------------------- | --------------------- | --------------------- |
| 2013                  | Европско првенство у дворани        | Гетеборг, Шведска               | 12.                   | Скок мотком           | 5.50 м                |                       |
| 2013                  | Европско првенство за млађе сениоре | Тампере, Финска                 | 17.                   | Скок мотком           | 5.20 м                |                       |
| 2014                  | Европско првенство                  | Цирих, Швајцарска               | 6.                    | Скок мотком           | 5.65 м                |                       |
| 2015                  | Европско првенство у дворани        | Праг, Чешка Република           | 3.                    | Скок мотком           | 5.85 м                |                       |
| 2015                  | Светско првенство                   | Пекинг, Кина                    | 3.                    | Скок мотком           | 5.80 м                |                       |
| 2016                  | Светско првенство у дворани         | Портланд, САД                   | 3.                    | Скок мотком           | 5.75 м                |                       |
| 2016                  | Европско првенство                  | Амстердам, Холандија            | 4.                    | Скок мотком           | 5.50 м                |                       |
| 2016                  | Олимпијске игре                     | Рио де Жанеиро, Бразил          | 4.                    | Скок мотком           | 5.75 м                |                       |
| 2017                  | Европско првенство у дворани        | Београд, Србија                 | 1.                    | Скок мотком           | 5.85 м                |                       |
| 2017                  | Светско првенство                   | Лондон, Уједињено Краљевство    | 2.                    | Скок мотком           | 5.89 м                |                       |
| 2018                  | Светско првенство у дворани         | Бирмингем, Уједињено Краљевство | 3.                    | Скок мотком           | 5.85 м                |                       |
| 2018                  | Европско првенство                  | Берлин, Немачка                 | 4.                    | Скок мотком           | 5.90 м                |                       |
| 2019                  | Европско првенство у дворани        | Глазгов, Уједињено Краљевство   | 2.                    | Скок мотком           | 5.85 м                |                       |
| 2019                  | Светско првенство                   | Доха, Катар                     | 3.                    | Скок мотком           | 5.87 м                |                       |
| 2021                  | Европско првенство у дворани        | Торуњ, Пољска                   | 3.                    | Скок мотком           | 5.80 м                |                       |
| 2021                  | Олимпијске игре                     | Токио, Јапан                    | 6.                    | Скок мотком           | 5.80 м                |                       |
| 2022                  | Светско првенство                   | Јуџин, САД                      | 19.                   | Скок мотком           | 5.50 м                |                       |
| 2022                  | Европско првенство                  | Минхен, Немачка                 | 15.                   | Скок мотком           | 5.50 м                |                       |
| 2023                  | Европско првенство у дворани        | Истанбул, Турска                | 2.                    | Скок мотком           | 5.80 м                |                       |
| 2023                  | Светско првенство                   | Будимпешта, Мађарска            | 9.                    | Скок мотком           | 5.75 м                |                       |
| 2024                  | Светско првенство у дворани         | Глазгов, Уједињено Краљевство   | –                     | Скок мотком           | Без пласмана          |                       |
| 2024                  | Европско првенство                  | Рим, Италија                    | 6.                    | Скок мотком           | 5.75 м                |                       |
| 2024                  | Олимпијске игре                     | Париз, Француска                | 15.                   | Скок мотком           | 5.60 м                |                       |